# Eva Kotchever
Eva Kotchever, también conocida como Eve Adams y nacida como Chawa Zloczower, fue una escritora y feminista judía polaca.
Fue la dueña del famoso Eve’s Hangout, en Nueva York, un popular club lésbico (1925-1926) de Greenwich Village, que se cerró al ser condenada por obscenidad y desorden, lo que condujo a su deportación.

## Biografía
Chawa Zloczower nació el 15 de junio de 1891, en Polonia, en Mława como la mayor de los siete hijos de una familia judía. Su familia la recordaba como la hermana mayor, mano derecha de su madre. Fue a la escuela primaria en Mława y se graduó en Plotzk".
En 1912, emigró a los Estados Unidos. En Ellis Island, su nombre se deletreará "Eva Kotchever". Empezó a vestir con ropa de hombre, y se involucró en el movimiento anarquista, asistiendo a mítines, repartiendo panfletos y trabando amistad con Emma Goldman, Alexander Berkman, Ben Reitman y Henry Miller. Luego se convirtió en vendedora ambulante de periódicos de izquierda como Mother Earth y The Liberator y en 1919 estaba bajo vigilancia de la oficina de Edgar Hoover Jr., como "agitadora". En los años 1920, en Chicago, abrió con la pintora sueca Ruth Norlander "The Grey Cottage", un salón de té y literario, lugar de reunión de artistas.
En 1925, en Manhattan, las dos mujeres abrieron el Eve's Hangout, también conocido como Eve Adams' Tearoom, en la calle, 129 MacDougal Street, en el barrio de Greenwich Village.
En el exterior, Kotchever colocó un letrero que decía «Men admitted but not welcome» ('Los hombres son admitidos pero no bienvenidos').
En junio de 1926, Kotchever fue declarada culpable de obscenidad por su antología de cuentos Lesbian Love y por "conducta desordenada" después de que Margaret Leonard, detective encubierta de la policía, entró en el salón de té y le mostraron el libro. Dijeron también que Kotchever hizo avances sexuales abiertos a la mujer policía. Su local fue cerrado y en 1927, fue deportada de los Estados Unidos a Europa, devuelta a Polonia. Allí, escribió cartas a sus amigos sobre los bajos salarios y el antisemitismo del país.
En 1930 se mudó a París, donde dirigió una librería y un nuevo club lésbico "Le Boudoir de l'Amour" y fue voluntaria para el frente republicano durante la guerra civil española. 
Era amiga de artistas estadounidenses que vinieron a Europa, como ella, en la década de 1930: el escritor Henry Miller, su esposa June Miller, la escritora Anaïs Nin, la anarquista Emma Goldman y supuestamente de la fotógrafa Berenice Abbott.
Después de la guerra de España, regresó a Francia, pero fue encarcelada como judía en Niza (Francia), cuando intentaba viajar en barco para encontrarse con la familia de su novia la cantante judía Hella Olstein Soldner en Palestina. 
Fue deportada a Auschwitz el 17 de diciembre de 1943 desde el campo de internamiento de Drancy, cerca de París, con Hella Olstein Soldner y otros 850 judíos detenidos.  Cuando el campo fue liberado en 1945, del grupo solo quedaban con vida 31 personas, entre las que no estaban ellas. Su sepultura oficial esta en París, en el Mémorial de la Shoah, en el barrio del Marais.

## Legado
Barbara Kahn escribió Unreachable Eden, una obra sobre la vida de Eva Kotchever.
La ciudad de Nueva York le rinde homenaje.
Una calle de París en el XVIII distrito recibe su nombre, así como una nueva escuela pública.